# Sint-Walburgiskerk (Antwerpen)

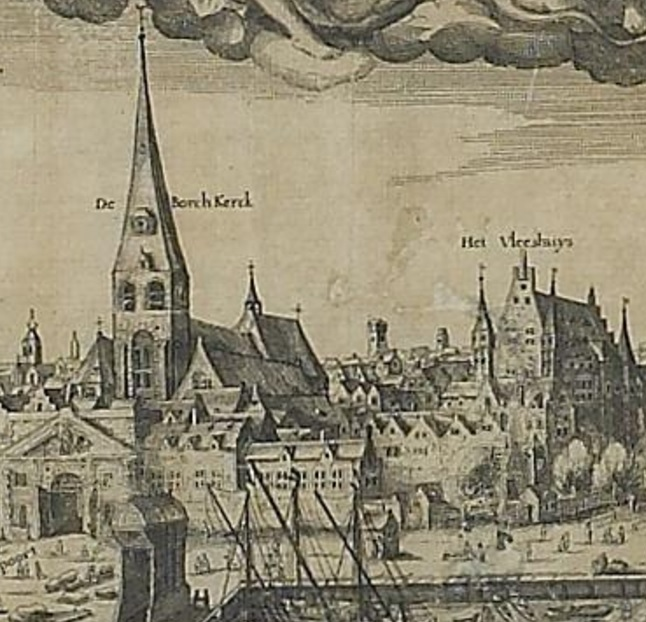
Antwerpse Burchtkerk in het begin van de 17e eeuw

De Sint-Walburgiskerk of Burchtkerk is een voormalige kerk in de grotendeels verdwenen Burchtwijk te Antwerpen.

## Vroege geschiedenis

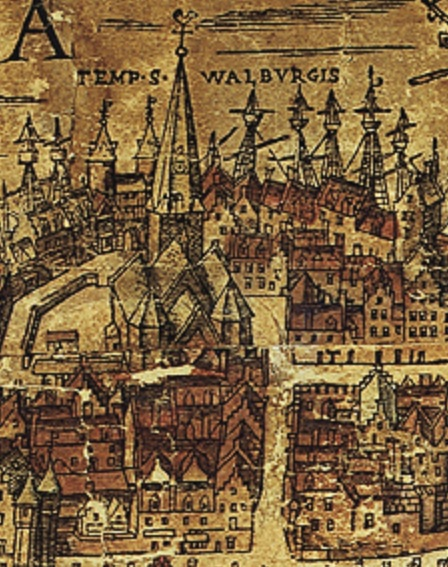
De Sint-Walburgiskerk in 1565

De geschiedkundige wortels van de Sint-Walburgiskerk in Antwerpen lopen terug tot de 8ste eeuw. De allereerste kapel, die gebouwd werd binnen de ringwalburg aan de rechter Schelde-oever, ter hoogte van de Zakstraat ongeveer 50m ten noorden van waar tegenwoordig het Steenplein ligt, dateert van 727. Zij werd in 836 door de Noormannen verwoest. Midden 900 laat Keizer Otto I de Grote er op dezelfde plek aan de oevers van de Schelde een burcht bouwen met in het midden een nieuwe kerk opgedragen aan de heilige Walburgis en de kerk krijgt aldus haar definitieve naam. Onder het bestuur van de benedictijnen van Affligem wordt de kerk in 1250 voor een derde keer herbouwd. Ook het Antwerpse refugiehuis van Affligem annex pastorij van de Sint-Walburgiskerk in de Mattenstraat wordt rond deze tijd gebouwd. In 1478 wordt de kerk verheven tot parochie, krijgt een doopvont en het recht tot begraven. Rond 1500 gebeurt een vierde verbouwing onder de hoede van bouwmeester Domien de Waghemakere met een nog grotere kerk als resultaat.

## De kruisoprichting door Rubens
In 1609 benadert het kerkbestuur van de Sint-Walburgiskerk de Antwerpse kunstenaar Peter Paul Rubens en die schildert in 1610 voor de kerk het drieluik De Kruisoprichting. Dit kolossale werk (middenpaneel: 460 x 340 cm, zijpanelen: 460 x 150 cm) wordt deel van het hoofdaltaar. In 1661 schildert een andere Antwerpse schilder, de architectuurschilder Antoon Gunther Gheringh, een binnenzicht van de Sint-Walburgiskerk. Op 13 juli 1734 wordt het houten hoogaltaar afgebroken om plaats te maken voor een nieuw altaar. Kleinere delen van de triptiek van Rubens worden hierbij van de hand gedaan omdat ze niet passen in het nieuwe altaar. Op 31 augustus van datzelfde jaar legt de bisschop de eerste steen van dit nieuwe altaar ontworpen door architect Willem Ignatius Kerrickx. De eerste mis aan het nieuw hoogaltaar geschiedt op 11 juni 1737 en wordt opgedragen door de bisschop in aanwezigheid van het kapittel en van de Magistraat. Op 11 mei 1748 gaat er een viering door voor het honderdjarig bestaan van het Broederschap van Onze-Lieve-Vrouw. In 1794 wordt de triptiek van Rubens door de Franse bezetter uit de kerk weggehaald en naar Parijs overgebracht. Later werd het schilderij terug naar Antwerpen gehaald en er in de kathedraal opgehangen.

## Sluiting en afbraak

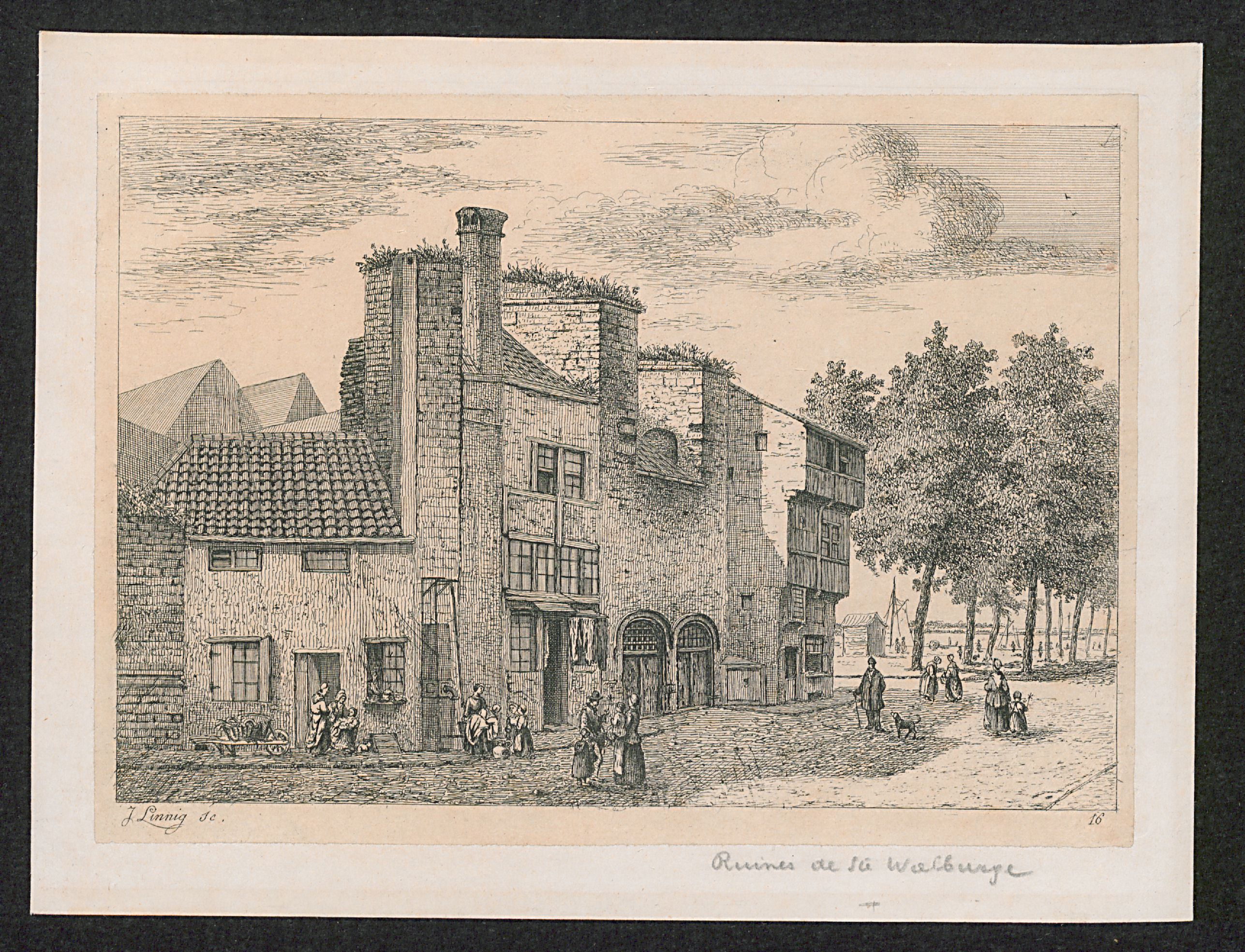
Ruïnen van de Sint-Walburgiskerk te Antwerpen

Het gebouw van de Sint-Walburgiskerk zelf wordt in 1798 het slachtoffer van de Franse klooster- en kerkenopruimingswoede. In datzelfde jaar wordt ook het Antwerps bisdom afgeschaft en vele kloosters en kerken worden aangeslagen en openbaar verkocht. De Sint-Walburgiskerk verkommert tot opslagplaats. Het koor, met daar onder een overdekte gang die naar het Steen leidt, blijft nog een tijdje bewaard maar op 12 augustus 1816 wordt de kerk door de Nederlandse regering voor afbraak verkocht en wordt ze in 1817 gesloopt. Bij de brand van de magazijnen De Gans bij het Burchtplein verdwijnen de laatste resten van de Sint-Walburgiskerk. In de tussentijd nam de Sint-Pauluskerk iets verderop de taak van parochiekerk over aangezien die haar functie als kloosterkerk verloren had en ook in betere staat verkeerde dan de Sint-Walburgiskerk.
Op het Burchtplein, dat ontstond na de afbraak van de kerk, werd in 1840 een standbeeld geplaatst van Pieter Paul Rubens. Eerst een voorlopig standbeeld uit gips, dan - in 1841 - een bronzen. In augustus 1843 kreeg het zijn definitieve plaats in het midden van de Groenplaats. 
Van het interieur van de oorspronkelijke kerk zijn enkele elementen bewaard gebleven. Zo hangt het schilderij van het hoofdaltaar ("de kruisoprichting" van P.P.Rubens) in de Antwerpse kathedraal en ook de predella is herbruikt voor het hoofdaltaar van de Kathedraal. Een ander altaar verhuisde naar de Heikese kerk in Tilburg waar het thans als hoofdaltaar fungeert.

## Heden
In 1936 werd door bouwmeester Flor Van Reeth een nieuwe modernistische kerk met dezelfde naam gebouwd aan de Volkstraat op Het Zuid. Deze werd in 1995 een beschermd monument en in 2007 grondig vernieuwd. Zoals veelal bij Flor Van Reeth werden de glasramen ontworpen door Eugeen Yoors.